# Caroline Van Keymeulen
Caroline Van Keymeulen (9 november 1983) is een Belgische onderneemster, presentatrice, journaliste en zangeres.
Caroline Van Keymeulen groeide op in Wallonië. Ze studeerde in Vlaanderen en Brussel. In 1999 trad ze op met de groep Zap Mama. 
Ze presenteerde de eerst belspellen op de Belgische televisiezenders VT4 en VIJFtv. Van mei 2007 t/m mei 2008 presenteerde ze belspelletjes op de Belgische televisiezenders VTM en 2BE. Sinds 2007 schrijft ze ook voor het magazine The Art of Living. In 2008 start ze met bedrijfspresentaties. Zo leidt ze onder meer de show op het jaarlijks feest van Ducati in de Gentse Culture Club en is ze sinds 2012 presentatrice voor DVD-releases van Mattel. Daarnaast was ze ook al te zien als gastactrice in M!LF op 2BE en in de telenovelle Louis Louise op VTM. In het voorjaar van 2013 was ze op het net te zien als presentatrice van een kookwedstrijd met topchef Kenny Bernaerts voor VLAM en in het voor -en najaar 2014 presenteerde ze het programma Oooh Vélo op de Vlaamse regionale zenders. Tijdens de zomermaanden van 2014 volgde ze Goedele Liekens op en kon ze samen met Christer Elfving het kookprogramma Zomerbarbecue hosten op TV Limburg. Sinds november 2014 presenteert ze wekelijks Z Wallonië op Kanaal Z. 